# Stephan Schäuble
Stephan Schäuble (* 1976 oder 1977) ist ein deutscher Journalist, Synchronsprecher und Dozent.

## Leben
Schäuble studierte zunächst Sportwissenschaften und Soziologie an der Johann Wolfgang Goethe-Universität Frankfurt am Main und erwarb eine UEFA A-Lizenz des DFB. Von 1998 bis 2006 war er als Reporter bei Hit Radio FFH tätig. Von November 2011 bis Mai 2019 arbeitete Schäuble als Sportreporter für den Fernsehsender Sky Deutschland und zeichnete im Rahmen dieser Tätigkeit von 2011 bis 2017 verantwortlich für die Berichterstattung über den Fußball-Bundesligisten Borussia Dortmund. Für den Nachrichtensender Sky Sport News HD stand er fast täglich in Live-Schalten aus Dortmund selbst vor der Kamera. Ende 2017 wechselte er für Sky die Region und fungierte bis zu seinem Abschied im Mai 2019 als Reporter der Fußball-Bundesligisten Eintracht Frankfurt, 1. FSV Mainz 05, TSG 1899 Hoffenheim und SC Freiburg sowie dem VfB Stuttgart. Neben Fußball berichtete Schäuble auch über andere Sportarten, wie beispielsweise vom Tennis und der ATP World Tour 2017 in Monaco.
Seit dem Wintersemester 2015/16 ist Schäuble als Dozent an der Westfälischen Hochschule Gelsenkirchen Bocholt Recklinghausen im Fachbereich Journalismus und PR tätig. Schäuble ist Mitglied im Bund Deutscher Fußball-Lehrer. Von 2000 bis 2005 war er als Co-Trainer der U18- und U17-Mannschaften von Eintracht Frankfurt tätig, zunächst unter Cheftrainer Armin Kraaz, im Anschluss unter Michael de Kort.
Seit der Saison 2019/2020 arbeitet Schäuble als Kommentator für den schweizerischen Fernsehsender blue Sport. Er kommentiert dort Spiele der Fußball Champions League, der spanischen La Liga, der französischen Ligue 1 oder der italienischen Serie A.
Seit Mai 2020 moderiert Schäuble den Fußball-Podcast Im Kopf des Trainers, bei dem aktuelle und ehemalige Bundesliga-Trainer interviewt werden. Inzwischen werden Inhalte des Podcasts immer wieder von Medien in deren Berichterstattung aufgegriffen.
Am 1. Januar 2021 trat Schäuble den Cheftrainer-Posten der Damen-Mannschaft beim schweizerischen Fußball-Zweitligisten FC Wetzikon an: In der höchsten Liga, die von den Regionalverbänden organisiert wird. Am 1. Juli 2022 wurde er Trainer des schweizerischen Drittligisten FC Rafzerfeld.